# حسنا، فقط عليك الانتظار
نو، بوغودي! (بالروسية: Nu, pogodi!; تترجم حسنًا، فقط عليك الانتظار! أو انتظر!) هي سلسلة رسوم متحركة سوفياتية/روسية أنتجتها سايوز مولتفيلم. تم إنشاء السلسلة في عام 1969 وأصبح الكرتون الأكثر شعبية في الاتحاد السوفيتي. وقد تم إنتاج حلقات إضافية في روسيا منذ عام 2006. لغة العمل الأصلية هي الروسية. السلسلة تعرض مغامرات كوميدية بين الذئب والأرنب، الذئب يحاول الأمساك بالأرنب لكن الأرنب يختلق الحيل ليتملص منه.

## وصلات خارجية
- حسنا، فقط عليك الإنتظار على موقع IMDb (الإنجليزية)
- حسنا، فقط عليك الإنتظار على موقع قاعدة بيانات الأفلام السويدية (السويدية)
- حسنا، فقط عليك الإنتظار على موقع كينوبويسك (الروسية)
- حسنا، فقط عليك الإنتظار على موقع قاعدة بيانات الفيلم (الإنجليزية)